# Zargar
Zargar est un village de la région de Fizouli en Azerbaïdjan.

## Histoire
En 1993-2020, Zargar était sous le contrôle des forces armées arméniennes. En 2020, la région de Fizouli, y compris le village de Zargar a été rétrocédée à l'Azerbaïdjan.

## Géographie
Le village de Zargar de la région de Fizouli est situé dans la circonscription administrative du village de Dovletyarli.

## Économie
La principale occupation de la population est l'élevage, la viticulture et l'agriculture.